# Vitalizio del parlamentare
Il vitalizio del parlamentare è una erogazione mensile godibile, al termine del mandato parlamentare, in base al conseguimento di alcuni requisiti di anzianità di permanenza nelle funzioni elettive. In alcuni ordinamenti, esso è previsto anche per chi è stato titolare, nell'ambito della democrazia rappresentativa, di un mandato elettorale nell'ambito di assemblee non statali, presso le quali si svolga una funzione legislativa e non meramente amministrativa.

## Descrizione
Malgrado l'affinità di effetto, e il riferimento a contributi versati, tuttavia il vitalizio parlamentare è giuridicamente distinto dall'istituto della pensione propriamente detta: ciò perché l'attività politica non è lavorativa, dunque non ricade nella disciplina del diritto del lavoro (che costitutivamente ha diversa giurisdizione). In particolare, malgrado i relativi emolumenti siano provveduti dall'erario pubblico, il mandato elettivo è distinto dalla figura del rapporto di pubblico impiego ed è in genere sottratto alle normazioni sulla pubblica amministrazione. Singoli ordinamenti possono però prevedere - nell'estrema varietà della fonte che li regola - commistioni, confusioni e altre variazioni di disciplina, rispetto al principio di netta distinzione tra le due figure giuridiche.

## Nel mondo
L'istituto è presente in diversi ordinamenti costituzionali di vari Stati del mondo che contemplano il mandato elettivo; nei rimanenti, il periodo è conteggiato sotto forma di mera ricongiunzione dei contributi con quelli versati ad altro titolo.

### Australia
In Australia il parlamento (Parlamento del Commonwealth) si compone di tre enti: il Sovrano (rappresentato dal Governatore Generale), il Senato, e la Camera dei Rappresentanti. In generale le previsioni normative sono regolate in base al Parliamentary Superannuation Act del 2004, che ha riformato il sistema applicabile ai deputati eletti dopo il 2004.
Nel Queensland la gestione dei regimi pensionistici dei membri della locale Assemblea Legislativa spetta al Queensland Independent Remuneration Tribunal. Fa parte dei benefit pensionistici un viaggio gratuito ogni anno, di andata e ritorno, in aereo o in treno, sia per l'ex parlamentare che per il coniuge, purché la tratta sia compresa nel territorio di Australia, Nuova Zelanda o Papua Nuova Guinea; il benefit è soggetto a requisiti minimi di persistenza nel mandato ed è esteso ad ex membri del governo
Nell'Australia Occidentale vige il Parliamentary Pension Scheme (PPS), schema pensionistico sviluppato in ottemperanza al Parliamentary Superannuation Act del 1970 e riformato nel 2000 con la chiusura delle ammissioni al connesso fondo; i parlamentari eletti dopo la riforma sono inquadrati in un fondo pensionistico "ordinario" di loro preferenza con contributi statali e controllo da parte del Government Employees Superannuation Board (GESB), ente governativo per i fondi pensionistici del pubblico impiego. Con il PPS gli ex parlamentari possono raggiungere un importo di pensione pari al 75% dell'indennità dei parlamentari in carica solo dopo 20 o più anni di mandato; il limite minimo è di 7 anni. Lo schema ammette una parziale reversibilità a favore del coniuge o del convivente di fatto; in caso di contemporanea presenza di coniuge e convivente di fatto, la reversibilità spetta a entrambi.

### Belgio
Il sistema parlamentare belga, trattandosi di uno stato federale, prevede un Senato, una Camera dei rappresentanti e diversi parlamenti federati. Il Parlamento della Vallonia richiede per l'ammissione al beneficio che il parlamentare (o il precedente membro del Governo Vallone, poiché il trattamento è unificato) ne abbia versato i relativi contributi accantonati sull'indennità di mandato o sull'assegno di liquidazione. È consentito il cumulo con altri trattamenti ricevuti per periodi diversi da quelli del mandato parlamentare o ministeriale non riferibili al Parlamento Vallone, ed è prevista la reversibilità. Il montante complessivo della pensione non può in ogni caso superare i tre quarti dell'indennità spettante ai membri parlamentari in carica.
La liquidazione, a partire dalla riforma del 2013, non spetta al parlamentare che lascia il mandato volontariamente per assumere altre cariche

### Burundi
Nel Burundi i parlamentari provenienti dalla Funzione Pubblica sono considerati "distaccati" al Parlamento, e pertanto al loro rientro nell'impiego non patiscono differenze nella maturazione del diritto alla pensione.
È allo studio l'istituzione di una cassa di previdenza per i membri e i funzionari del Parlamento, mentre allo stesso tempo si sta organizzando un ente pensionistico specifico (Office National des Pensions et des Risques Professionnels) per funzionari, magistrati e agenti dell'ordine giudiziario che non possono essere ammessi ai servizi dello INSS (Institut National de Sécurité Sociale).

### Francia
In Francia, a partire dalla Rivoluzione francese e con l'eccezione dei periodi della Restaurazione e del governo di Vichy, i parlamentari ricevono un'indennità di mandato e nel corso del tempo a questa si sono affiancati fondi di soccorso per i deputati anziani, istituti di previdenza sociale e, dal 1909, una vera e propria pensione di anzianità. Per effetto di recenti revisioni, l'età minima per la liquidazione è passata dai 50 anni (previsti sino al 2003) a 60 anni (attualmente), che diverranno 62 nel 2018. La durata minima di permanenza nel mandato per ottenere il massimo importo di pensione è stata portata a 7 legislature (o 31 anni), mentre in precedenza ne bastavano 5 (o 23 anni). L'importo lordo della pensione mensile ottenibile dopo l'esercizio di un mandato di 5 anni ammonta ora, compresi oneri complementari, a 1 219 euro ed è stato vietato il cumulo fra pensione parlamentare e pensioni professionali, pubbliche o private (ma non è vietato il prosieguo in attività private).
Nel 1904 era stata creata un'apposita Cassa autonoma di previdenza per i Senatori, sottoposta a tre modifiche principali nel 2003, 2010 e 2014, ed oggi finanziata dai contributi dei senatori e dal bilancio del Senato. Il sistema prevede la possibilità di ricorso a un sistema complementare.
Con la riforma del 2010 il sistema pensionistico parlamentare è stato equiparato ai sistemi vigenti per il pubblico impiego, con riferimento al codice pensionistico civile e militare.
Quanto ai consiglieri regionali, "hanno acquisito il diritto alla pensione in seguito all’approvazione della Loi n. 2012-1404 di finanziamento della sicurezza sociale per il 2013".

### Germania
Secondo le leggi tedesche: "Ai sensi del § 18 della Legge sullo status giuridico dei deputati (...) un membro del Bundestag uscente, che abbia esercitato il suo mandato per almeno un anno, riceve una indennità di fine mandato (Übergangsgeld). Tale indennità viene corrisposta nella misura di una mensilità dell’indennità parlamentare (....) per ogni anno di appartenenza al Bundestag, fino ad un massimo di 18 mesi".
Analogamente a quanto stabilito per i deputati del Parlamento federale, anche per i membri dei Parlamenti regionali (Landtage) è prevista un’indennità di fine mandato e un’indennità di anzianità.

### Italia
Nella sua forma originaria in Italia, si trattava di una rendita, accesa con l'iscrizione obbligatoria del neoeletto ad un fondo gestito direttamente dalla sua assemblea di appartenenza; in tale veste sopravvive per i soli beneficiari fino al 2012, quando ha assunto, sul modello dei trattamenti di tipo previdenziale, una diversa forma, nella quale l'erogazione è stata quantificata - a partire da quella data - in rapporto alla contribuzione obbligatoriamente prelevata sull'indennità parlamentare di ciascuno degli eletti.
La corresponsione di un trattamento economico vitalizio, alla cessazione della carica e comunque al superamento di una soglia di età anagrafica, è un istituto che nell'ordinamento italiano è riservato ai deputati, ai senatori e ai consiglieri regionali: la Corte di cassazione ha motivato l'esistenza di questa erogazione con la «sterilizzazione degli impedimenti economici all’accesso alle cariche di rappresentanza democratica» in quanto la corresponsione del cd. vitalizio rappresenta «la proiezione economica dell’indennità parlamentare per la parentesi di vita successiva allo svolgimento del mandato».

### Regno Unito
"Alla Camera dei Comuni, le prestazioni previdenziali per gli ex membri sono poste a carico della separata gestione del Parliamentary Contributory Pensions Fund (PCPF, ora MPs’ Pension Scheme). Il fondo è amministrato, con il supporto segretariale fornito da rappresentanti dell’amministrazione parlamentare, da gestori fiduciari (trustees) nominati dall’IPSA (Independent Parliamentary Standards Authority, autorità indipendente preposta dal 2009 alla determinazione e all’erogazione delle indennità parlamentari, delle pensioni e dei rimborsi ai membri del parlamento) e dal Minister of Civil Service (poiché accedono ai trattamenti del fondo anche i titolari di cariche pubbliche e di governo).".
Il Parlamento scozzese e le altre assemblee legislative a carattere regionale (National Assembly for Wales, Northern Ireland Assembly), istituiti a partire dal 1998 nel quadro del processo di devolution che ha caratterizzato l’evoluzione istituzionale del Regno Unito, disciplinano il regime pensionistico dei propri membri in una guisa che "non si discosta, nelle linee fondamentali, da quella vigente per i membri della Camera dei Comuni, eccettuati taluni aspetti collegati alla possibilità, per i membri di queste Assemblee regionali, di essere membri anche della Camera dei Comuni oppure del Parlamento europeo (con conseguente non sovrapponibilità dei periodi contributivi)".

### Spagna
I membri del Congreso de los Diputados "non hanno generalmente diritto a trattamento pensionistico, se non in casi limitati (...) Per quanto riguarda le indennità di fine mandato, esiste una indemnización por cese, equivalente a una mensilità dell’assegnazione costituzionale per ciascun anno di mandato parlamentare o frazione superiore ai sei mesi e fino a un limite di ventiquattro mensilità. (...) Per quanto concerne il profilo delle autonomie regionali (...), vi è una situazione molto variabile. In Andalusia i deputati del Parlamento al cessare della funzione hanno diritto, su richiesta dell’interessato, a un’assegnazione economica temporanea (asignación económica temporal) di una mensilità delle proprie retribuzioni fisse e periodiche per ogni anno di esercizio del mandato, da un minimo di tre fino a un massimo di dodici. Nella Comunità della Murcia i membri dell’Assemblea regionale hanno diritto a un’indennità di fine mandato (indemnización por cese) (...) Sono altresì possibili per i membri delle Assemblee regionali, in diverse Comunità, dei piani di previdenza complementare a carico del bilancio dell’Assemblea, in base ad apposita convenzione sottoscritta tra il Parlamento autonomico e l’Amministrazione della Sicurezza sociale".